# کیریکو نانانان
کیریکو نانانان (ژاپنی: 魚喃キリコ؛ زادهٔ ۱۴ دسامبر ۱۹۷۲) مانگاکای ژاپنی اهل تسوبامه، نیگاتا است. از دو مانگای وی آبی و شرت‌کیک‌های توت‌فرنگی تاکنون فیلم سینمایی ساخته‌اند.